# Костенко, Лина Васильевна
Ли́на Васи́льевна Косте́нко (укр. Лі́на Васи́лівна Косте́нко; род. 19 марта 1930, Ржищев, Киевский округ) — советская и украинская писательница-шестидесятница, поэтесса, общественный деятель. Номинантка на Нобелевскую премию по литературе в 1967 году.

## Биография
Родилась 19 марта 1930 года в Ржищеве, Украинской ССР, в семье учителей. В 1936 году семья переехала в Киев, где Лина окончила среднюю школу № 123. Училась в Киевском педагогическом институте, Литературном институте имени А. М. Горького, который окончила в 1956 году.
Лина Костенко была одной из первых и наиболее примечательных в плеяде молодых украинских поэтов, выступивших на рубеже 1950—1960-х годов. В напечатанных в те годы в журнале «Днепр» произведениях Костенко отчетливо звучал «бунт против стандартизации, упрощения, примитивизации человека».

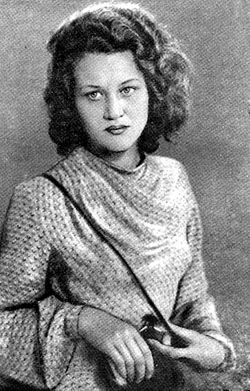
Лина Костенко в 1948 году в возрасте 18 лет

Сборники её стихов «Лучи земли» (1957) и «Паруса» (1958) вызвали интерес читателя и критики, а книга «Путешествия сердца», вышедшая в 1961 году, не только закрепила успех, но и показала настоящую творческую зрелость поэтессы, поставила её имя среди выдающихся мастеров украинской поэзии. Литературоведы отмечали, что уже в первых сборниках Костенко ощущается возврат к национальным первоосновам, их переосмысление и обновление, подъем гуманистических ценностей, а мысли поэтессы сосредоточены на судьбе народа, которому выпало перейти тяжелые освободительные исторические гонения и остаться при этом духовно неистребимым.
Ограничение свободы творческой мысли, разные «опалы» во времена застоя привели к тому, что довольно длительное время стихи Костенко практически не попадали в печать. Но именно в те годы поэтесса, несмотря ни на что, усиленно работала, помимо лирических жанров, над романом в стихах «Маруся Чурай».
В 1967 году Лина Костенко, Павло Тычина и Иван Драч были номинированы на Нобелевскую премию по литературе основателем Гарвардского института украинистики Омельяном Прицаком. По сообщению ТАСС, номинация была отклонена Нобелевским комитетом из-за «политического подтекста» и сложности осуществления «специальной языковой экспертизы».
Книги Л. Костенко «Над берегами вечной реки» (1977), «Маруся Чурай» (1979), «Неповторимость» (1980) стали незаурядными явлениями современной украинской поэзии.
Перу поэтессы принадлежат также сборник стихов «Сад нетающих скульптур» (1987) и сборник стихотворений для детей «Бузиновый царь» (1987). Совместно с А. Добровольским был написан киносценарий «Проверьте свои часы» (1963).
В 2010 году вышло её первое крупное прозаическое произведение — роман «Записки украинского сумасшедшего», тему которого издатель Иван Малкович определил как украинский взгляд на мировое сумасшествие.
Поддержала Евромайдан, в 2014 году также неоднократно выезжала в зону конфликта на востоке Украины с выступлениями перед бойцами добровольческих батальонов, Нацгвардии и ВСУ.
8 мая 2024 года решением Киевсовета Лина Костенко и Валерий Залужный признаны почётными гражданами города. Как написал городской голова Киева Виталий Кличко:

Лина Васильевна на протяжении многих лет олицетворяет несокрушимость и свободную и талантливую душу украинцев. Дух свободы и смелости!

## Личная жизнь
Лина Костенко дважды была замужем, имеет двоих детей.
Дочь Оксана Пахлёвская от первого брака с Ежи-Яном Пахлёвским — киевская писательница, лауреат Национальной премии Украины имени Тараса Шевченко 2010 года.
Сын Василий от второго брака с Василием Цвиркуновым, директором киностудии имени А. Довженко в 1960-х — 1970-х годах, стал программистом и работает в США.

## Награды и премии
- Почётный профессор Национального университета «Киево-Могилянская академия»
- Государственная премия УССР имени Т. Г. Шевченко (1987) — за роман «Маруся Чурай» и сборник «Неповторимость»
- Премия фонда Антоновичей (1989)
- Премия Петрарки (Италия, 1994)
- Международная премия имени Олены Телиги (2000)
- Почётный знак отличия президента Украины (1992)
- Орден князя Ярослава Мудрого V степени (2000)[16]
- Почётный доктор Черновицкого национального университета (2002)
- Публично отказалась от звания Героя Украины[17].
- Орден Почётного Легиона (2022)[18]
- Звание «Почётного гражданина Киева» (8 мая 2024)[19][20]

Произведения Лины Костенко переведены на английский, белорусский, эстонский, итальянский, литовский, немецкий, русский («Книга избранных стихов», перевод Василия Бетаки, Париж, 1988), словацкий и французский языки.